# Claus Grote

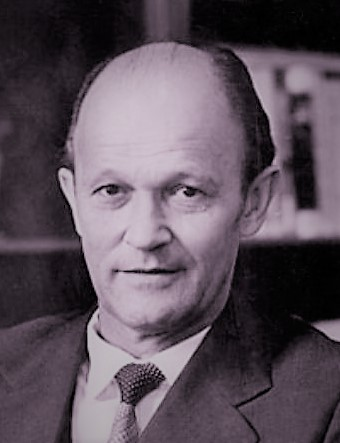
Claus Grote

Claus Grote (* 8. August 1927 in Bückeburg/Niedersachsen) ist ein deutscher Kernphysiker. Er war von 1972 bis 1990 Generalsekretär der Akademie der Wissenschaften der DDR.

## Leben und Ausbildung
Claus Grote wurde als Sohn des Industriearbeiters Heinrich Grote und dessen Ehefrau Hedwig Grote, geb. Sawartowski, geboren. Seine Ausbildung begann 1933 an einer Volksschule, von 1938 bis 1943 besuchte er eine Mittelschule, die er jedoch vorzeitig beenden musste wegen Einberufung als Flakhelfer. Ab 1943 war er Praktikant in der Bekleidungsindustrie mit der Zielstellung, Textilingenieur zu werden. Diese Tätigkeit wurde unterbrochen durch Einberufung zur Wehrmacht ab August 1944, eine Woche vor seinem 17. Geburtstag. Nach Einsatz im  Zweiten Weltkrieg als Gefreiter gelangte er für 10 Monate in US-Kriegsgefangenschaft in Bad Kreuznach und in Frankreich. Nach seiner Entlassung im Februar 1946 übte er Tätigkeiten als Praktikant sowie als Bergarbeiter bei der Sowjetischen Aktien-Gesellschaft Wismut aus, hier wurde er zu einem Studium vorgeschlagen. Dazu erwarb er 1952 das Abitur mit Auszeichnung an der Arbeiter-und-Bauern-Fakultät (ABF) der Universität Leipzig im sprachlichen Zweig wegen eines ursprünglich beabsichtigten Jura-Studiums.
Danach folgte ab 1953 ein Physikstudium an der Humboldt-Universität zu Berlin (HUB), wo er Vorlesungen u. a. bei Rudolf Ritschl, Robert Rompe und Friedrich Möglich (Experimentalphysik und theoretische Fächer) und Kurt Schröder (Angewandte Mathematik) hörte.
Den Studienabschluss erlangte Grote mit einer Diplomarbeit, die er seit 1957 im „Kernphysikalischen Institut“ der Deutschen Akademie der Wissenschaften zu Berlin (DAW) in Zeuthen ausgeführt hat und Anfang 1958 als Diplomphysiker mit dem Prädikat „Gut“ in der Vertiefungsrichtung Kernphysik abschloss.
Grote war von 1954 bis 1976 mit der Apothekerin Hilde Grote verheiratet, aus dieser Ehe sind zwei Kinder hervorgegangen. Seit 1978 ist er in zweiter Ehe mit der promovierten Ärztin  Gerda Grote verbunden, das Ehepaar lebt in Templin und auf seinem Sommer-Wohnsitz Rutenberg (Lychen) in der Uckermark.

## Hochenergiephysiker bei der Akademie der Wissenschaften
Nach seinem Diplom hatte Grote zunächst  von 1958 bis 1963 eine Anstellung in der „Forschungsstelle für Physik hoher Energien“ der DAW in Zeuthen als Wissenschaftlicher Assistent. Am Beginn seiner Berufstätigkeit absolvierte er 1959 einen halbjährigen Aufenthalt im Vereinigten Institut für Kernforschung (VIK) in Dubna bei Moskau. Das VIK war 1956 als gemeinsame Einrichtung der RGW-Staaten gegründet worden, und das Institut der DAW in Zeuthen verstand sich als Juniorpartner, so dass Claus Grote noch mehrfach zu Studien- und Arbeitsaufenthalten in Dubna weilte. Bereits 1954 wurde in der Schweiz bei Genf von zwölf westeuropäischen Staaten die Europäische Organisation für Kernforschung gegründet, mit der Grote später ebenfalls zusammengearbeitet hat. Im Jahre 1962 erfolgte zunächst seine Promotion zum Dr. rer. nat. mit der Bewertung summa cum laude. (Doktorvater: Karl Lanius).
Nach dem Zweiten Weltkrieg war die Betätigung  in der Angewandten Kernphysik durch das Alliierte Kontrollratsgesetz Nr. 25 in Deutschland verboten. Seit 1950 wurde dieses Verbot gelockert, sodass in beiden Teilen Deutschlands wieder wissenschaftliche Arbeiten zur Kernphysik begonnen wurden. In der DDR war dies an den Universitäten in Jena, Dresden, Halle und Rostock; in Berlin ging man den Weg über die Deutsche Akademie der Wissenschaften zu Berlin (DAW) und gründete 1950 das Institut Miersdorf (aufbauend auf Resten einer Forschungsstelle der Deutschen Reichspost in Miersdorf, Ortsteil von Zeuthen).
Grote arbeitete als wissenschaftlicher Assistent bzw. Oberassistent in der von Karl Lanius geleiteten Abteilung „Kosmische Strahlung“. Das Kernphysikalische Institut wurde 1962 in zwei selbständige Forschungsstellen geteilt: „Physik hoher Energien“ (Leitung: Lanius) und „Spezielle Probleme der theoretischen Physik“ (Leitung: Richter). Claus Grote blieb bei Lanius und wurde bei ihm zum Leiter der Wissenschaftlichen Abteilung Blasenkammer (genauer: Physik mit Blasenkammern). 1963 folgte ein zweiter mehrmonatiger Arbeitsaufenthalt von Grote im VIK Dubna. 1968 wurde die bisherige Forschungsstelle für Physik hoher Energien in das Institut für Hochenergiephysik (IfH) der DAW  umgewandelt. Grote arbeitete auch hier sehr eng mit Lanius zusammen, und er war in Zeuthen weiterhin bis 1970 als Wissenschaftlicher Abteilungsleiter tätig.
Claus Grote und Karl Lanius suchten Anfang der 1960er Jahre nach internationalen wissenschaftlichen Kooperationen, indem sie mit Blasenkammern im CERN und im Deutschen Elektronensynchrotron (DESY) in Hamburg zusammenarbeiteten und sich an einer westdeutsch-britischen Kooperation beteiligten: mit DESY, mit Aachen und mit anderen westdeutschen Gruppen sowie mit dem CERN. Wesentliche Forschungsziele bestanden im Auffinden neuer Elementarteilchen, die in den atomaren Wechselwirkungen entstanden. Das IfH mit Claus Grote organisierte diese Forschungen teilweise. Über die neuartigen Eigenschaften der gefundenen Elementarteilchen publizierte Grote.
Von 1966 bis 1970 übernahm Grote nebenamtlich spezielle Vorlesungen über experimentelle Methoden der Elementarteilchenphysik an der HUB in Berlin. Im Jahre 1968 folgte dort auch seine Habilitation zum Dr. rer. nat. habil. (Gutachter: Karl Lanius, Frank Kaschluhn, Robert Rompe, Robert Havemann).
Die Ernennung von Claus Grote zum Professor an der Akademie erfolgte 1970 durch den damaligen Akademiepräsidenten Hermann Klare.

## Generalsekretär der Akademie der Wissenschaften

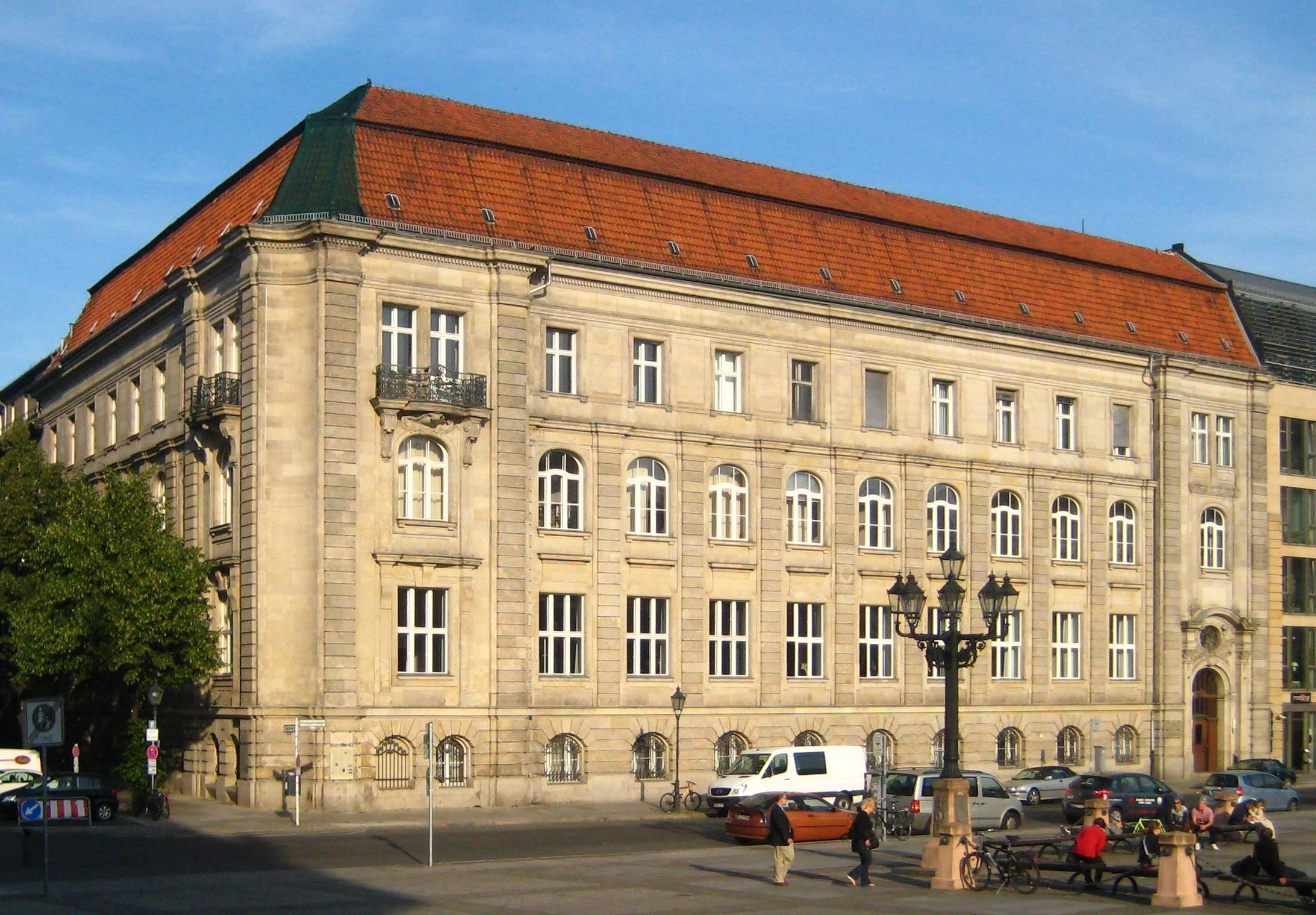
Tätigkeitsort von Claus Grote (1970–1990) im ehemaligen Sitz der Akademie der Wissenschaften der DDR in Berlin-Mitte, Jägerstraße (am Gendarmenmarkt)

Im Jahre 1970 wurde Grote nach Berlin in die Zentrale der DAW als Leiter der Forschung und Stellvertreter des Vizepräsidenten für naturwissenschaftliche Forschung berufen. Als Stellvertreter von Vizepräsident Ulrich Hofmann, der zuständig war für die Forschung, die Unternehmensplanung und die innerstaatliche Kooperation, erlangte Claus Grote in kurzer Zeit einen Überblick über die Gesamtheit der Forschungsarbeiten in den Einrichtungen der DAW. Im Juni 1972 wurde Grote als Korrespondierendes Mitglied der Gelehrtengesellschaft der Akademie gewählt.
Die turnusmäßige Neuwahl der Akademieleitung im Juni 1972 führte dazu, dass Grote zum Funktionsträger wurde: Akademiepräsident: Hermann Klare; 1. Vizepräsident: Ulrich Hofmann, Vizepräsident: Heinrich Scheel; Generalsekretär: Claus Grote, im Range eines Vizepräsidenten als Vertreter des Präsidenten zuständig für die internationalen Beziehungen der Wissenschaft der DDR auf nicht staatlicher Ebene und die internationale wissenschaftliche Zusammenarbeit der Akademie. Alle genannten Positionen der Akademie waren hauptamtlich besetzt.  Diese Wahl vom Juni 1972 kennzeichnet zugleich den Abschluss der Akademiereform, die 1968 begonnen hatte. Zugleich wurde die „Deutsche Akademie der Wissenschaften zu Berlin (DAW)“ mit Wirkung vom 7. Oktober 1972 in „Akademie der Wissenschaften der DDR (AdW der DDR)“ umbenannt. Die AdW war somit eine zentrale wissenschaftliche Institution der DDR, ihre Leitung gehörte aber nicht zum Staatsapparat und ihr Präsident war daher auch nicht Mitglied des Ministerrates.
Grote wurde in der Nachfolge von Ernst August Lauter vom Ministerpräsidenten der DDR mit Wirkung vom Juni 1972 zum Generalsekretär der DAW berufen. Er wirkte in dieser Funktion bis 1990 unter den beiden Präsidenten Hermann Klare (bis 1979) und Werner Scheler (bis 1990). In der AdW-Leitung in Berlin war Grote als Generalsekretär für die Beziehungen der Akademie zu den Nichtstaatlichen Internationalen Wissenschaftlichen Organisationen verantwortlich. In strategischer Hinsicht trug er Verantwortung für alle Forschungen, die eine unmittelbare Zusammenarbeit mit ausländischen Institutionen beinhalteten, z. B. Kern- und Hochenergiephysik, Kosmosforschung, Meeresforschung, Archäologische Grabungen im Ausland, Antarktische Forschung u. a. Ihm unterstanden die Nationalkomitees internationaler wissenschaftlicher Organisationen, er war zuständig für die Genehmigung aller Auslandsreisen sowie die Bestätigung der sog. Reisekader, wobei er entsprechend geltender Regelungen mit dem Direktorat Kader sowie zuständigen Sicherheitseinrichtungen eng zusammenzuarbeiten hatte.
Die hierbei anfallenden Aufgaben als Generalsekretär waren wegen der in der DDR bestehenden bürokratischen Regelungen derart umfangreich, dass sie den größten Teil der Tätigkeit von Grote in Anspruch nahmen. Als Generalsekretär war ihm das Recht zugestanden worden, jährlich 4 Wochen Arbeitsurlaub  im  VIK Dubna/UdSSR zu verbringen, um seine wissenschaftliche Qualifikation zu bewahren. Dies konnte er im ersten Jahr noch voll realisieren, im zweiten Jahr konnte er nur noch zwei Wochen vereinbaren, und danach verblieb ihm keine Zeit mehr für einen solchen Arbeitsurlaub in der Kernforschung. Ihm war ursprünglich eine Perspektive als Vizedirektor im VIK Dubna aufgezeigt worden, daher hatte er auch seine Zustimmung für eine zeitweilige Versetzung in die Akademieleitung nach Berlin gegeben; diese Perspektive erfüllte sich später jedoch nicht.
1974 wurde Grote zum Ordentlichen Mitglied der Gelehrtengesellschaft der AdW gewählt. Außerdem wurde er als Vorsitzender des „Koordinierungskomitees für die Erforschung und Nutzung des kosmischen Raumes“ (Interkosmos) auf DDR-Ebene berufen. Hierbei handelte es sich um ein wissenschaftliches Programm der Sowjetunion zur Einbindung nicht-sowjetischer Wissenschaft und Technik in das sowjetische Raumfahrtprogramm. Das entsprechende „Abkommen über die Beteiligung an der Erforschung und Nutzung des Weltraumes mit Hilfe von künstlichen Erdsatelliten zu friedlichen Zwecken“ wurde 1967 zwischen den Regierungen der UdSSR und weiterer RGW-Länder abgeschlossen und bestand bis 1990; hierauf basierte die Arbeit von Claus Grote im „Interkosmos“-Komitee. Im Interkosmos-Programm wurde Raumfahrern anderer Nationen die Teilnahme an sowjetischen Raumflügen ermöglicht. Hierzu gehörte 1978 der Raumflug von Sigmund Jähn.  Mit Erfahrungen aus der Interkosmos-Zusammenarbeit wurden später ähnliche Programme auch mit anderen Staaten realisiert: Frankreich, Indien, Syrien, Afghanistan.
Vergleichbar mit dem internationalen Committee on Space Research (COSPAR) förderte Grote als Vorsitzender von „Interkosmos“ die Kooperation zur Astronomie mit Erdsatelliten, Ballonsonden, Höhenforschungsraketen sowie Raumsonden. Diese Kooperation hatte jedoch keine eigene internationale Institution wie etwa die Europäische Weltraumorganisation (ESA), die über ein eigenes Budget aus den Beiträgen der Teilnehmerstaaten verfügt. Bei Interkosmos musste jede Seite alle im eigenen Bereich anfallenden Kosten selbst tragen. Die Sowjetunion stellte vor allem die Raketen und die Sojus-Raumschiffe zur Verfügung und forderte von den anderen Staaten die Entwicklung und Bereitstellung eigener Forschungsgeräte, Messinstrumente und Anlagen für die Forschungsprojekte auf der sowjetischen Trägertechnik. Die hierzu erforderliche Kooperation hatte das Interkosmos-Koordinierungskomitee unter der Leitung von Claus Grote zu erbringen. Besonders bekannt geworden ist der Einsatz einer Multispektralkamera MKF 6 aus Jena beim Raumflug von Sigmund Jähn.
Die Aktivitäten der etwa zehn Mitgliedsstaaten führten schließlich zu gemeinsamen Projekten der Weltraumforschung, unter anderem zum intensiven Austausch mit den beteiligten Wissenschaftlern der AdW der DDR, koordiniert unter dem Vorsitz von Claus Grote durch das Koordinierungskomitee Interkosmos (KoKo-Interkosmos). Dessen stellvertretender Vorsitzender wurde 1988 Heinz Kautzleben, wobei dieser gleichzeitig den Vorsitz des wissenschaftlichen Beirates des KoKo-Interkosmos übernahm. Dieser Beirat sorgte auch für die wissenschaftlichen Interkosmos-Kongresse, die in ein- bis zweijährigem Rhythmus mit dazwischen liegenden Spezialtagungen stattfanden. An der AdW gab es von 1981 bis 1990 den Forschungsbereich für Geo- und Kosmoswissenschaften und bis 1991 das Institut für Kosmosforschung Berlin, beide Akademieinstitutionen wurden zuletzt von Kautzleben geleitet.
Besondere strategische Unterstützung und Förderung während seiner Tätigkeit als Generalsekretär ließ Claus Grote dem wissenschaftlichen Gerätebau zukommen mit dem Ziel, die technische Basis für die Forschungen durch eigene Maßnahmen der Akademie zu verbessern.
Grote hat die AdW auch nach außen vertreten, beispielsweise gehörte er im Dezember 1981 mit einem Beitrag zu den Teilnehmern der „Berliner Begegnung zur Friedensförderung“, zu der Stephan Hermlin Schriftsteller, Künstler und Wissenschaftler aus beiden deutschen Staaten und weiteren europäischen Ländern eingeladen hatte.

## Nach der Deutschen Wiedervereinigung
Zum 28. Juni 1990 erfolgte die Abberufung von Grote als Generalsekretär der AdW durch den damaligen Ministerpräsidenten der DDR Lothar de Maiziere. Danach wurde er auf eigenen Wunsch für zwei Jahre in den Vorruhestand sowie ab September 1992 mit Erreichen seines 65. Lebensjahres in den Ruhestand versetzt.
Nach dem Ausscheiden aus der Akademie versuchte Grote erfolglos über persönliche Kontakte mit Vertretern der Österreichischen Akademie der Wissenschaften (ÖAW) und der Max-Planck-Gesellschaft (MPG), die Auflösung der Gelehrtensozietät der AdW zu verhindern.
Danach war Grote  beratender Mitinitiator einer Bürgerinitiative gegen die Errichtung eines Kiestagebaus in der Umgebung seiner Kommune Rutenberg (Lychen). Das Gelände ist heute ein Naturschutzgebiet. In seiner Heimatgemeinde Rutenberg ist er Mitglied des Gemeinderates, und hier war er zeitweilig auch Bürgermeister.

## Mitgliedschaften und Auszeichnungen
- 1972 bis 1974 als Korrespondierendes Mitglied der Gelehrtengesellschaft der AdW gewählt
- 1974 bis 1992 als Ordentliches Mitglied der Gelehrtengesellschaft der AdW gewählt
- Vorsitzender des Koordinierungskomitees für Erforschung und Nutzung des Kosmischen Raumes (Interkosmos)
- 1981 Wahl als Auswärtiges Mitglied der AdW der Tschechoslowakei (CSSR) in Prag
- zeitweilig Mitglied der Strukturkommission der ICSU (International Council of Scientific Unions)
- zeitweilig Mitglied des Wissenschaftlichen Rats für Hohe Energien im VIK Dubna
- bis einschließlich 1988 Wiederwahl in den genannten Funktionen
- 1993 Gründungsmitglied der Gelehrtengesellschaft Leibniz-Sozietät der Wissenschaften zu Berlin
- Mitglied des Gemeinderates seiner Heimatgemeinde Rutenberg (Lychen) in der Uckermark; hier zeitweilig amtierender Bürgermeister;
- Vaterländischer Verdienstorden der DDR
- Stern der Völkerfreundschaft in Silber[6]
- Rotbannerorden der UdSSR.

## Publikationen
Claus Grote war Mitautor von mehr als 30 wissenschaftlichen Publikationen in internationalen Fachzeitschriften und von etwa 30 nationalen und internationalen Konferenzberichten:
- Observation of a (K pi pi) resonance at 1800 MeV. Phys. Letters 22B (1966) 357;
- Quantum number assignment for the A2 meson. Phys. Letters 25B (1967) 48;
- Evidence for a new xi-resonance at 2500 MeV in 10 GeV K-p interactions, Phys. Letters B28B (1969) 439;
- The g-meson. Nuclear Physics B22 (1970) 109.
- Vortrag auf der Konferenz zum Thema: Encouraging and retarding circumstances of international cooperation on global issues. April 1987 in Berlin
- Zu den deutsch-deutschen Wissenschaftsbeziehungen der Akademie. Vortrag auf der Konferenz der Leibniz-Sozietät zum 300. Jahrestag der Akademie, Berlin 1999.